# Kapillare
Eine Kapillare (früher auch Haar-Röhrchen) ist ein sehr feiner, langgestreckter Hohlraum. Das Wort leitet sich vom lateinischen Wort capillus (das Haar) ab.

## Technik
Im Allgemeinen sind Kapillaren Röhrchen mit sehr kleinen Innendurchmessern. Durch Oberflächeneffekte, die im Vergleich zu größeren Rohren stark in den Vordergrund treten, tritt in Kapillaren der physikalische Effekt der Kapillarität auf: Flüssigkeiten mit hoher Oberflächenspannung steigen in Kapillaren auf, sie kondensieren auf den Kapillarwänden auch oberhalb ihres Siedepunktes, und es kann zu chemischen Reaktionen kommen, die außerhalb von Kapillaren so nicht ablaufen würden. Die Kapillarität verursacht z. B. Eislinsen.
In Kapillaren mit Porendurchmessern zwischen 0,1 µm und 0,5 mm kann ein Wassertransport stattfinden. Viele der im Bauwesen traditionell eingesetzten feinporigen Baustoffe wie Holz, Ziegel, Naturstein, Mörtel und Beton besitzen ein entsprechendes kapillarporöses Gefüge.

## Biologie/Medizin
Kapillaren sind die kleinsten Blutgefäße. Sie sind etwa 0,5 mm lang und haben einen Durchmesser von 5 bis 10 µm. Sie bilden ein feines Netzwerk in den Organen und Geweben des Körpers und ermöglichen den Stoffaustausch zwischen Blut und Gewebe. Der Durchmesser der Lungenkapillaren ist gerade so groß, dass rote Blutkörperchen hintereinander hindurchpassen.

## Biologie/Pflanzen
Tracheen und Tracheiden, bei Nadelholz nur Tracheiden, bilden das Wasserleitsystem der Bäume und anderer Pflanzen. Sie leiten das Bodenwasser mit den gelösten Nährsalzen mit Hilfe der Kapillarität und dem Transpirationssog zu den Blattorganen der Pflanzen.

## Ackerboden/Landwirtschaft
In einem Ackerboden ist die Größe und Verteilung der Hohlräume (Poren) für Wasser- und Lufthaushalt von entscheidender Bedeutung für die Fruchtbarkeit eines Standortes. Die kleinen bzw. kleinsten Poren nennt man Kapillaren – in ihnen bleibt das Regenwasser dank der Adsorptionskräfte als Haftwasser am längsten erhalten – in ihnen steigt Feuchtigkeit aus dem Grundwasser auf (Kapillare Steighöhe).

## Chemie
In chemischen Laboratorien sind mit dem Begriff Kapillare meistens die Siedekapillaren gemeint. Sie werden bei Destillationen sowohl im Vakuum als auch bei normalem Druck verwendet, um Siedeverzüge zu vermeiden. Dies sind sehr dünne, biegsame Kapillaren. Sie tauchen in die zu destillierende Flüssigkeit ein und sollten den Boden des Kolbens berühren. Durch die Kapillaren treten laufend kleinste Bläschen aus inertem Gas oder Luft in die Flüssigkeit ein, die einen gleichmäßigen Siedevorgang aufrechterhalten und so einen Siedeverzug verhindern.

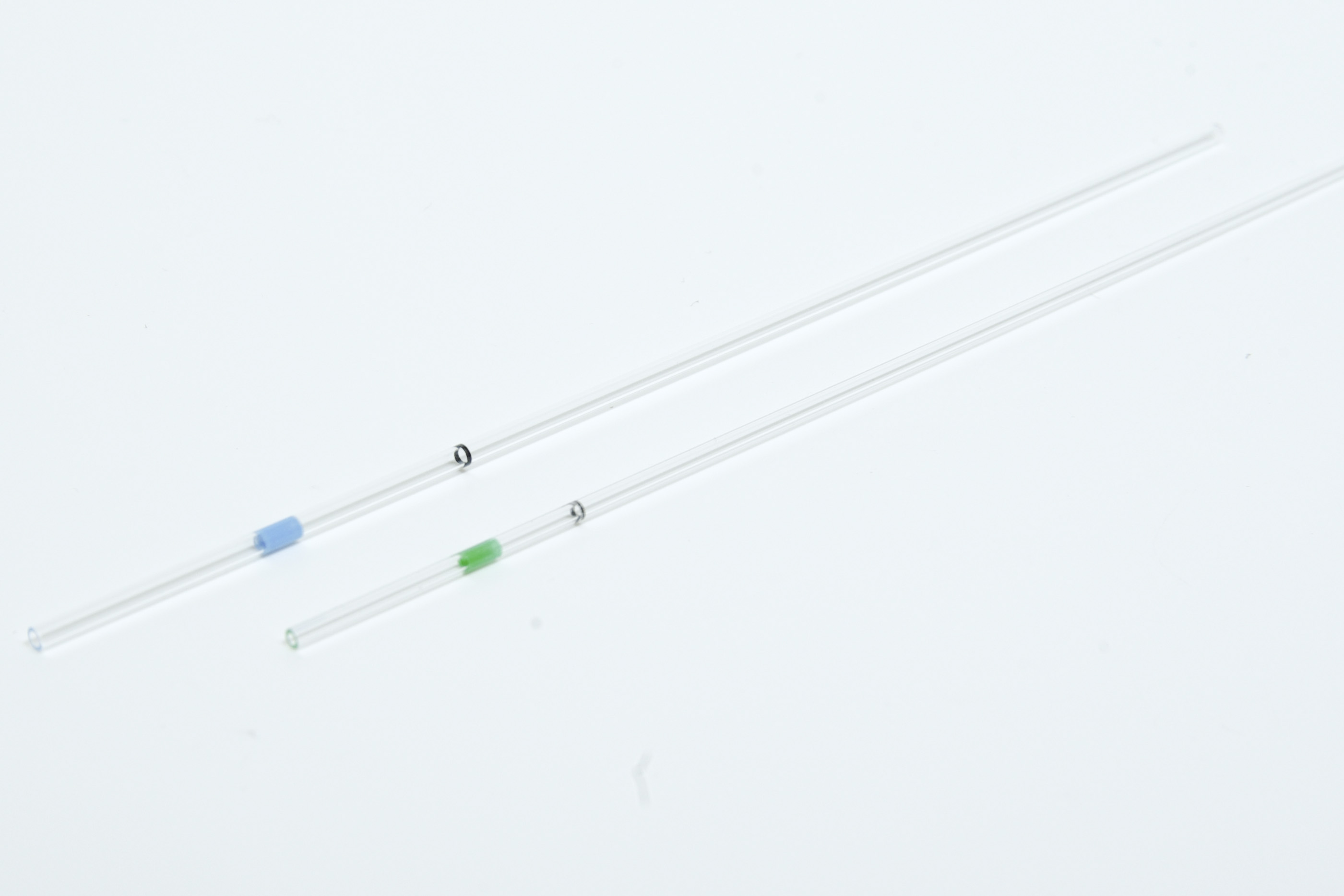
2 Glaskapillaren – 50 µl und 100 µl Füllvolumen mit Ringmarke

## Analytik
In der Analytik werden bei bestimmten Verfahren, wie der Dünnschichtchromatographie, Glaskapillaren, auch Kapillarpipetten genannt, zur Probenabmessung und -auftragung kleinster Volumina eingesetzt. Die Aufnahme der Probe erfolgt entweder mit Hilfe eines Pipettierhelfers oder meist selbstständig durch die Kapillarwirkung. Kapillarpipetten sind meist auf „In“ (Eingussvolumen) justiert.

## Tintenstrahldrucker
Bei Tintenstrahldruckern werden Kapillaren zum Transport der Tinte zum Druckkopf eingesetzt. Die Vorteile sind enorm: Die Geräte können kompakter (weniger hoch) gebaut werden, da die Tintentanks nicht mit dem Kopf bewegt werden, da beide durch Kapillaren verbunden sind. Die Druckköpfe können dadurch feiner bzw. schneller positioniert werden, da durch die geringere bewegte Masse weniger Trägheit herrscht – was zu merklichen Qualitätsverbesserungen insbesondere beim Schnelldruck (Entwurfsdruck) führt. Kapillaren wurden zuerst von Refill-Anbietern eingesetzt (speziell für Epson-Drucker), um größere Tintentanks als die vom Drucker-Hersteller angebotenen anbieten zu können. Diese Tintentanks müssen außerhalb des Geräts angebracht werden und durch die Kapillaren mit dem Druckkopf verbunden werden.

## Textilindustrie
In der Textilindustrie steht die Bezeichnung Kapillare für die feinste (einzelne) Faser, die dann zu einem Garn gesponnen werden.
Der Kapillarfaden ist der beim Düsenspinnverfahren aus der Bohrung der Spinndüse austretende Einzelfilamentfaden.

## Weitere Anwendungen
- Flüssigkeits-Glasthermometer
- Docht
- Löschpapier
- die Innenauskleidung von Wärmerohren
- Faserstruktur von Pflanzen zum Flüssigkeitstransport
- Gaschromatographie
- Papierchromatographie
- Löten
- Füllfederhalter